# Giorgio Punzo
Giorgio Punzo (Napoli, 29 maggio 1911 – Napoli, 1º marzo 2005) è stato un naturalista, etologo e filosofo italiano.

## Biografia
Laureatosi in filosofia scolastica nel 1933 presso l'istituto religioso di Villa Melecrinis a Napoli con una tesi sulla morale in Kant alla luce della dottrina tomistica, decise di continuare i suoi studi con l'iscrizione alla Facoltà di Scienze Biologiche dell'Università degli Studi di Napoli Federico II. Tuttavia per accedere alla Facoltà di Scienze dovette diplomarsi come privatista nel 1934 presso il Liceo classico Giuseppe Garibaldi di Napoli poiché avendo fino ad allora frequentato solo scuole e istituti universitari ecclesiastici, non possedeva ancora una licenza liceale valida per lo Stato italiano. Nel 1938 Punzo si laureò a pieni voti in Scienze Biologiche, con una tesi in erpetologia sul sistema nervoso dei serpenti. Nel 1940 vinse i concorsi per assistente di ruolo di anatomia comparata e d'insegnante di ruolo di Scienze Naturali nei licei. In un primo tempo scelse la vita accademica che però abbandonò nel 1945 per dedicarsi all'insegnamento scolastico. Nel 1949 si laureò anche in filosofia, con una tesi sulla morale nelle Lettere di Paolo. 
Nel 1965 Fondò la LENACDU, la Lega Nazionale Contro la Distruzione degli Uccelli, poi divenuta la LIPU e, successivamente, l'associazione culturale "Unione trifoglio" (di cui pubblicò tra il 1977 e il 1989 anche una rivista trimestrale dal titolo Il Trifoglio).
Visse per circa vent'anni (1977-1993) sull'isolotto disabitato di Vivara (Procida, NA) contribuendo a preservarlo da possibili scempi e tutelandone il patrimonio ambientale. Per il suo impegno a favore di Vivara ricevette nel 1991 il "Premio Mediterraneo" conferitogli da un'agenzia dell'ONU.

## Pensiero
Studioso e pensatore dai molteplici interessi che spaziarono dalla Commedia dantesca, alla botanica, all'ornitologia e alla zoologia, fu anche un profondo conoscitore del latino. Dedicò gran parte della sua vita intellettuale alla pedagogia e alla filosofia.
Per Punzo la pedagogia costituisce uno dei compiti più importanti al quale una società deve adempiere poiché l'educazione delle giovani generazioni e, in particolare, dell'adolescente, rappresenta il punto fondativo di ogni aggregato umano. In tale prospettiva il "fanciullo", per potersi sviluppare al meglio, deve essere educato al bello attraverso la contemplazione della natura e dell'arte.
Da un punto di vista filosofico, invece, il suo pensiero ebbe come culmine la definizione del concetto di "Religioso Assoluto", inteso come elemento distintivo della spiritualità umana poiché capace di definire l'identità dell'individuo rispetto alle altre forme di vita.